# 戈尔德贝克
戈尔德贝克（德語：Goldebek）是德国石勒苏益格－荷尔斯泰因州的一个市镇。总面积10.18平方公里，总人口354人，其中男性175人，女性179人（2011年12月31日），人口密度35人/平方公里。